# Sulphur Springs (Indiana)
Pour les articles homonymes, voir Sulphur Springs (homonymie).
Sulphur Springs est une municipalité située dans le comté de Henry, dans l’État de l'Indiana, aux États-Unis. Lors du recensement de 2020, elle comptait 331 habitants.